# Контингент Вооружённых сил ООН по поддержанию мира на Кипре
Вооружённые силы ООН по поддержанию мира на Кипре (ВСООНК) (англ. The United Nations Peacekeeping Force in Cyprus (UNFICYP)) — контингент миротворческих сил ООН на Кипре, находящийся там с 1974 года по настоящее время, для поддержания мира между греками-киприотами и турками-киприотами.

## История
Миротворческие силы были направлены на остров Кипр в марте 1964 года на основании резолюции 186 Совета Безопасности ООН после «Кровавого Рождества» декабря 1963 года. Они были сформированы из профессиональных военнослужащих Великобритании, Канады и Ирландии, а также финских, датских и шведских добровольцев из числа военнослужащих в запасе. В первые годы Силы ООН не превышали 6 500 человек, при этом их основу составляли британские военнослужащие численностью 2 719 человек. Затем Великобритания последовательно сокращала присутствие своих военнослужащих в рядах Сил ООН, что было связано с негативным отношением и греков-киприотов, и турок-киприотов к британским военным.
В 1974 году остров Кипр оказался разделён на турецкую и греческую части, когда греческая военная хунта попыталась присоединить остров к Греции, а Турция, под предлогом сохранения независимости острова, ввела свои войска в северную часть Кипра, населённую сейчас, после проведенного в 1974 году обмена населением, в основном турками, и в 1983 году было создано признанное лишь Турцией государство Турецкая Республика Северного Кипра. Контингент ООН с этого времени охраняет линию разделения сторон.
Осенью 2004 года Генеральный секретарь ООН Кофи Аннан рекомендовал Совету Безопасности продлить мандат этих сил, но сократить на треть численность их военного компонента — с 1 230 до 860 человек, укрепив при этом политический и гражданский компоненты миссии.
По состоянию на 2005 год, в состав миротворческих сил ООН на острове Кипр входили 870 военнослужащих из 12 государств, а также 50 полицейских и 150 гражданских служащих.
В июне 2005 года Совет Безопасности продлил мандат вооружённых сил ООН по поддержанию мира на Кипре ещё на шесть месяцев — до 15 декабря 2005 года. Одновременно СБ ООН призвал греческую и турецкую общины острова возобновить контакты, прерванные после референдумов в апреле 2004 года. Политический процесс объединения на Кипре зашёл в тупик, когда предложенный генеральным секретарём ООН Кофи Аннаном план урегулирования был отвергнут на референдуме в Республике Кипр, потребовавшей внести в него существенные изменения. В последние годы мандат вооружённых сил ООН по поддержанию мира на Кипре продлевался каждые 6 месяцев.
В докладе Кофи Аннана, представленном СБ ООН, указывается, что в целом обстановка на Кипре остаётся стабильной, однако недоверие между сторонами сохраняется. По его мнению, присутствие миротворческого контингента на острове по-прежнему необходимо для поддержания режима прекращения огня и создания условий, способствующих решению кипрской проблемы.
В конце июля 2019 года на Кипре было 863 миротворца из 25 стран (743 военнослужащих, 67 полицейских, 53 офицеров штаба), международный гражданский персонал — 35 человек; местный гражданский персонал — 114 человек. Наибольшее количество миротворцев было из Великобритании — 259, Словении — 247, Аргентины — 242.
В 2021 году на Кипре было 857 миротворцев из 25 стран.
По официальным данным ООН, потери миротворческих сил ООН в этой операции с 1964 года составляют 184 человек погибшими (172 военнослужащих, три полицейских, шесть иностранных гражданских специалистов и три местных жителя, работавших в качестве персонала миссии ООН). Также имели место потери ранеными и травмированными (так, в августе 2023 года в драке с турками-киприотами были травмированы три военнослужащих ООН).